# Ró-Ró
Pedro Miguel Carvalho Deus Correia, genannt Ró-Ró (* 6. August 1990 in Algueirão-Mem Martins, Portugal), ist ein katarisch-kap-verdischer Fußballspieler. Er ist in der Abwehr beheimatet und führte bei seinem aktuellen Klub al-Gharafa die Rolle des Innenverteidigers aus.

## Karriere

### Verein
Er spielte in seiner Jugend unter anderem ein paar Jahre bei Benfica Lissabon, gehörte aber spätestens in der U17 der CF Estrela Amadora an, von wo er weiter zu GD Estoril wechselte wo er in derselben Altersklasse spielte. Für die U19 wechselte er anschließend weiter zum SC Farense, wo er ab der Spielzeit 2009/10 auch Teil der ersten Mannschaft wurde. Nach dem Ende dieser Spielzeit wechselte er dann weiter zum unterklassigen Klub SC Mineiro Aljustrelense.
Durch ein paar Sichtungstests verschlug es ihn dann nach Katar, wo er zum Jahresstart 2011 einen Vertrag bei Al-Ahli SC unterschrieb. In seiner ersten Spielzeit kam nur auf sechs Einsätze und stieg am Saisonende mit seiner Mannschaft ab. In der Folgesaison stieg Al-Ahli SC wieder auf, und Ró-Ró wurde spätestens zur Spielzeit 2013/14 zum wichtigen Stammspieler; mit den Jahren wurden seine Einsätze jedoch immer weniger.
Im Januar 2016 wechselte Ró-Ró zum al-Sadd Sports Club. Hier wurde er zwar anfangs kaum eingesetzt, es gelang ihm so aber, auf Klub-Ebene auch erstmals international zu spielen. Spätestens seit der Spielzeit 2016/17 wurde er auch eine der Stammkräfte im Liga-Kader. Zwar konnte er bislang mit seinem Team noch keine internationalen Titel gewinnen, dafür aber drei Meisterschaften und mehrere nationale Pokalwettbewerbe.

### Nationalmannschaft
Nachdem er eingebürgert wurde, war er auch für die katarische A-Nationalmannschaft spielberechtigt. Hier hatte er am 29. März 2016 bei einer 0:2-Niederlage gegen die Volksrepublik China während der Qualifikation für die Weltmeisterschaft 2018 sein Debüt. Anschließend wurde er in weiteren Freundschaftsspielen sowie Spielen der aktuellen Qualifikationsphase eingesetzt.
Sein erstes Turnier war dann der Golfpokal 2017, wo er in den drei Gruppenspielen der Mannschaft zum Einsatz kam. Auch stand er im Kader der Mannschaft bei der Asienmeisterschaft und wurde hier in jedem Spiel eingesetzt. Am Ende gewann er mit seinem Team hier den ersten Titel des Asienmeisters in der Geschichte des Verbandes. Nur ein paar Monate später war er auch bei der Copa América 2019 im Einsatz. Danach begannen für ihn Einsätze in der Qualifikation für die Weltmeisterschaft 2022, in der Katar als Gastgebernation ohne Wertung mitspielte. Das dritte Turnier in einem Jahr, an dem er teilnahm, war schließlich noch der Golfpokal 2019, wo er mit seiner Mannschaft bis ins Halbfinale kam.
Als Teil des Kaders der katarischen Gastmannschaft, war er auch Teil der Teilnehmer beim Gold Cup 2021. Hier gelang ein Durchmarsch bis ins Halbfinale, wo er mit seinem Team gegen die USA schließlich mit 0:1 klein bei geben musste. Später im Jahr war er auch beim FIFA-Arabien-Pokal 2021 dabei, wurde hier jedoch nur in zwei Gruppenspielen eingesetzt.